# Równowaga reakcji chemicznych
Równowaga reakcji chemicznych – stan, gdy reakcja chemiczna zachodzi z jednakową szybkością w obu kierunkach, a więc stężenia reagentów nie zmieniają się w czasie.
Potencjały termodynamiczne układu, jakim jest środowisko reakcji, osiągają wartości minimalne (charakterystyczne dla określonych warunków). Minimum osiągają też odpowiednie funkcje termodynamiczne reakcji.
Stan równowagi reakcji chemicznej nie oznacza, że nie zachodzi ona wcale. W reakcjach chemicznych równowaga ma prawie zawsze charakter równowagi dynamicznej. Reakcja zachodzi, tyle że jej szybkość w obu kierunkach jest jednakowa, czyli w każdej chwili z substratów tworzy się tyle samo produktów, ile z produktów tworzy się substratów. Układ, jako makroskopowa całość, wydaje się w spoczynku, reakcja zachodzi jednak w skali molekularnej.
Przykład reakcji równowagowej – hydroliza estru (octanu metylu) i estryfikacja, jako reakcja odwrotna:
CH3COOCH3 + H2O ⇌ CH3COOH + CH3OH
Teoretycznie wszystkie reakcje chemiczne osiągają stan równowagi o ile pozostawi się je „w spokoju” na odpowiednio długi czas. Praktycznie jednak w wielu przypadkach nie dochodzi do ustalenia się stanu równowagi z różnych względów, np. wymienionych poniżej.
- Produkty (lub jeden z produktów) reakcji mogą być usuwane z układu reakcji szybciej niż równowaga jest osiągana. Reakcja przebiegnie do końca w jednym kierunku.
- Substraty i produkty mogą występować w dwóch fazach, nie mieszając się z sobą, a reakcja zachodzi na granicy faz bardzo powoli (szybkość limitowana przepływem masy), lub nie zachodzi w ogóle ze względu na efektywną separację reagentów.
- W danych warunkach, reakcja jest ze swojej natury powolna w skali czasowej obserwacji. Układ wydaje się w makroskopowym spoczynku, jednakże reakcja netto postępuje.
- Jeden z substratów reakcji jest stale dodawany do systemu z zewnątrz. Układ może osiągnąć stan ustalony bez równowagi.

Stężenia reagentów w stanie równowagi nie zależą od mechanizmu jej przebiegu, np. rodzaj użytego katalizatora nie ma wpływu na stężenia reagentów w stanie równowagi (ma duży wpływ na czas ustalenia się tego stanu; zobacz kinetyka chemiczna). Stężenia równowagowe zależą  tylko od termodynamicznych warunków w stanie końcowym, takich jak temperatura i ciśnienie. Takie zależności są przedmiotem badań termodynamiki chemicznej. 
Zgodnie z prawem działania mas oraz izotermą, izobarą i izochorą van ’t Hoffa stosunek iloczynów stężeń (lub aktywności) substratów i produktów w stanie równowagi, osiąganym w danych warunkach termodynamicznych, jest stały. Stosunek ten jest nazywany stałą równowagi (oznaczaną tradycyjnie dużą literą K).